# Cimetière des Fontanelle

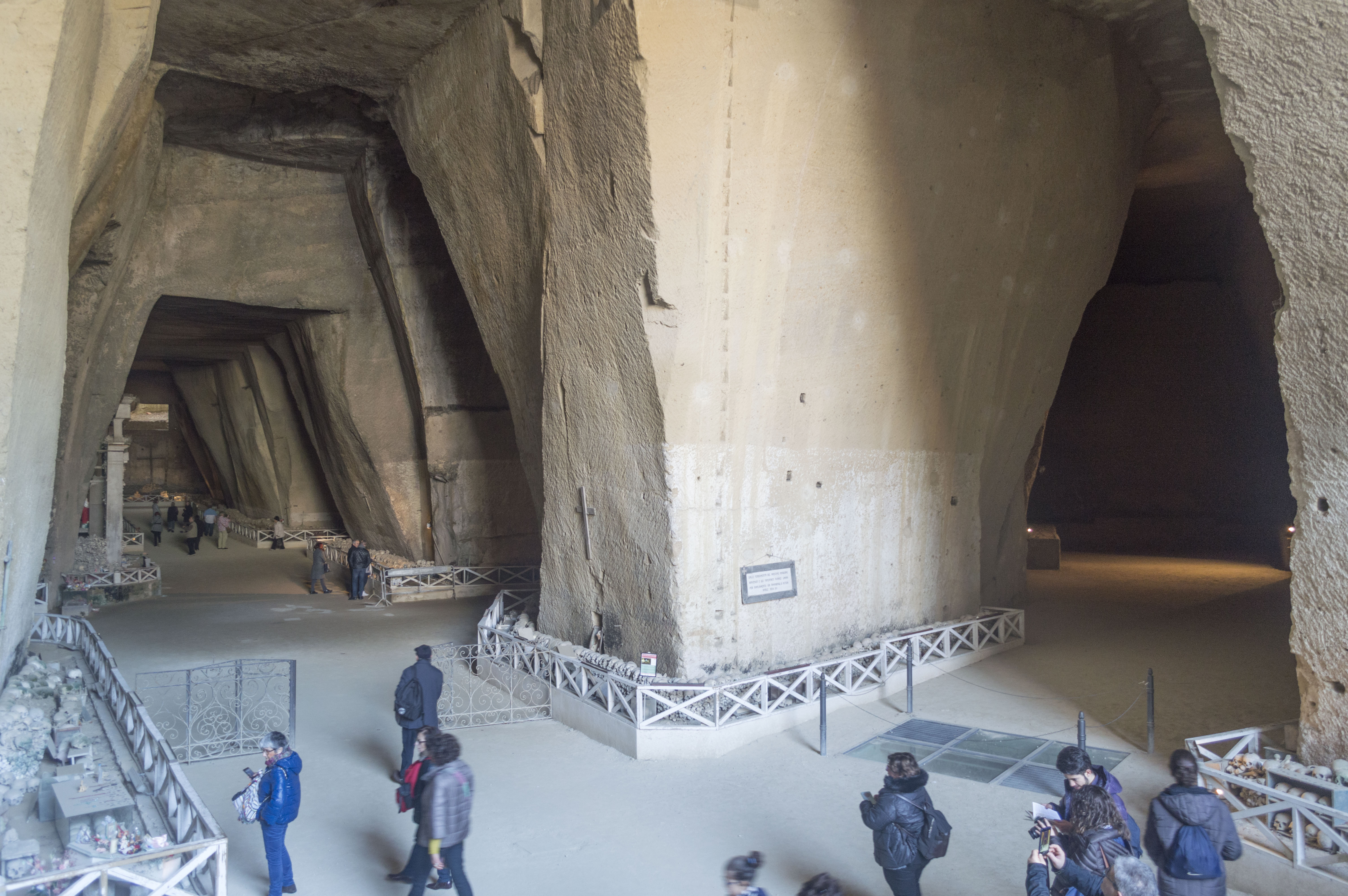
Premières salles près de l'entrée.

Le cimetière des Fontanelle est un ossuaire de Naples (Italie) fondé en 1656. Il est situé dans une grotte sur une colline de tuf, dans le quartier Sanità, fermé puis rouvert à la visite en 2006.

## Histoire
Au début du XVIe siècle lorsque les Espagnols pénètrent dans la ville, on se demande où se trouvent les cimetières et des recherches sont entreprises à l'extérieur des murs de la ville pour localiser les tombes.
Les Napolitains voulant être enterrés dans leurs églises, la place manque et ainsi, pour faire de la place pour les nouveaux morts, les entreprises de pompes funèbres commencent à enlever les restes des morts précédents et les déposent dans la grotte de ce qui devient  le « cimetière de Fontanelle ». Les restes mortuaires enterrés superficiellement sont rejoints en 1656 par des milliers de cadavres anonymes, victimes de la grande peste.
Vers la fin du XVIIe siècle selon Andrea De Jorio érudit napolitain du XIXe siècle, de grandes inondations emportent les squelettes vers les rues, offrant un spectacle effroyable. Les restes récupérés sont remis dans la grotte. L'endroit devient le lieu de repos des indigents de la ville, un vaste cimetière pour les pauvres. Au début du XIXe siècle, sous la domination française de Naples le cimetière prend le non des « Fontanelle ». Le dernier grand « dépôt » de morts indigents semble avoir lieu lors de l'épidémie de choléra de 1837.
En 1872, le père Gaetano Barbati fait exhumer et cataloguer les restes enfouis qui sont encore là, ils sont amassés dans des cryptes de fortune, dans des boîtes et des casiers en bois. Un culte spontané de dévotion aux restes de ces morts sans nom, le « culte des pezzentelle » se développe alors à Naples. Les défenseurs du culte font remarquer qu'ils rendent hommage aux âmes égarées qui n'ont pas été correctement enterrées. Les adeptes « adoptent » les crânes des defunts, se chargent de leur parler, leur apportent des fleurs et en contre-partie leur demandent des faveurs. Une petite église, église Maria Santissima del Carmine, a été construite à l'entrée du cimetière.
Le culte de la dévotion aux crânes du cimetière de Fontanelle a duré jusqu'au milieu du XXe siècle. En 1969, le cardinal Ursi de Naples a décidé qu'une telle dévotion donnant lieu à une sorte de fétichisme n'avait pas de raison d'être et a ordonné la fermeture du cimetière. Le cimetière a été transformé en site historique et il peut être maintenant visité.
L'ancien ossuaire s'étend sur environ 3 000 m2, tandis que le volume de la cavité est estimé à environ 30 000 m3.

## Galerie

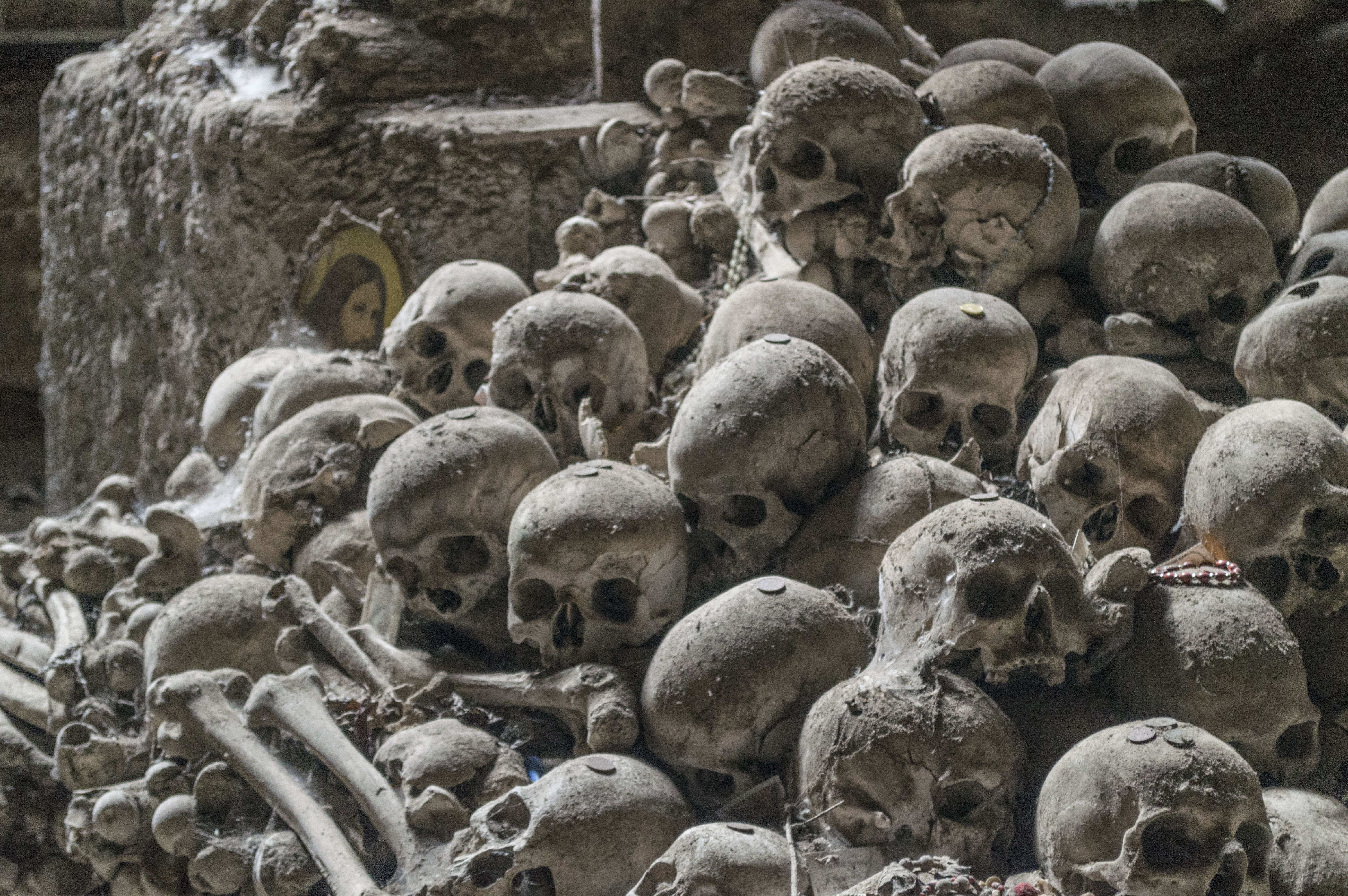
Crânes
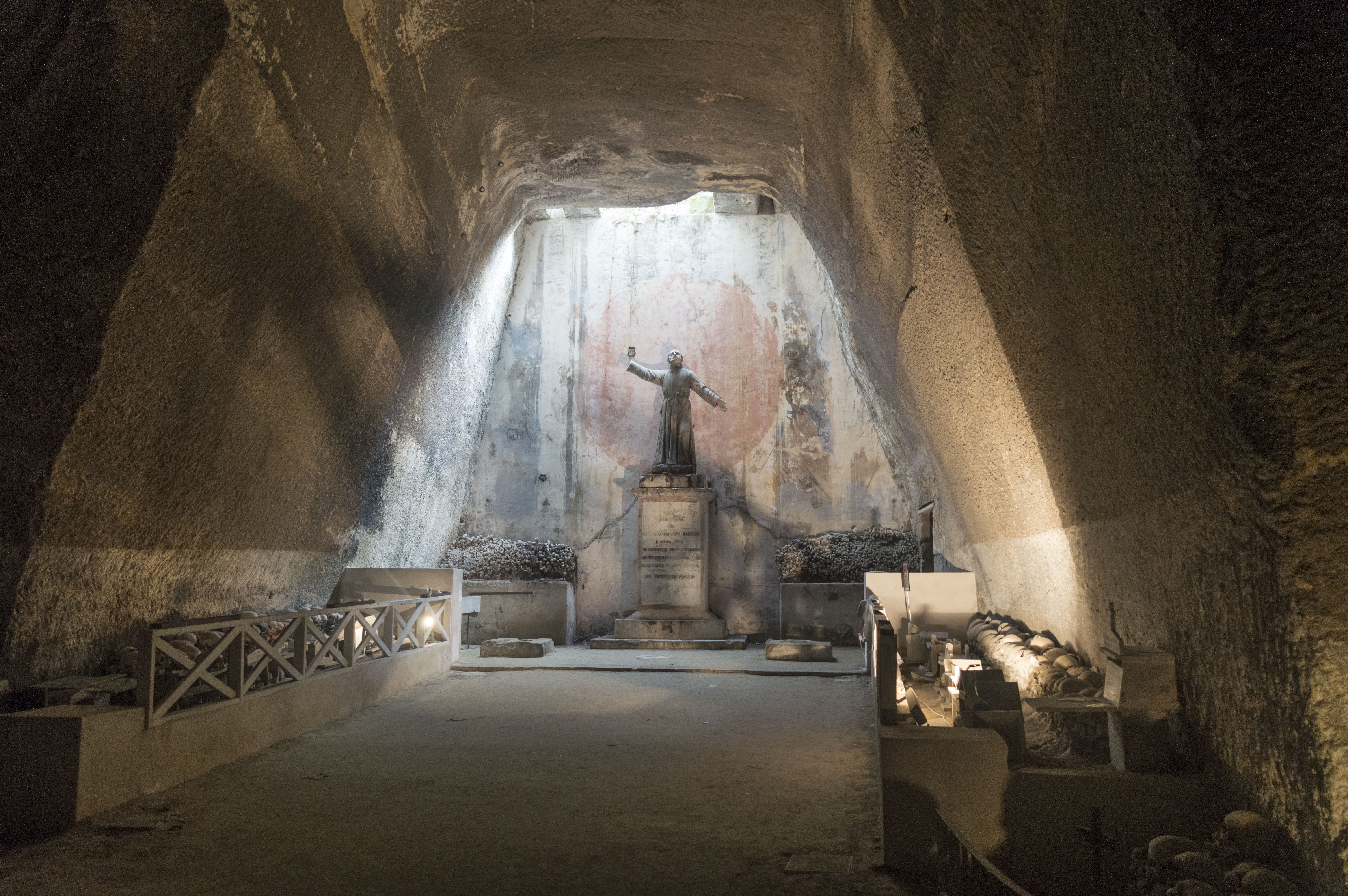
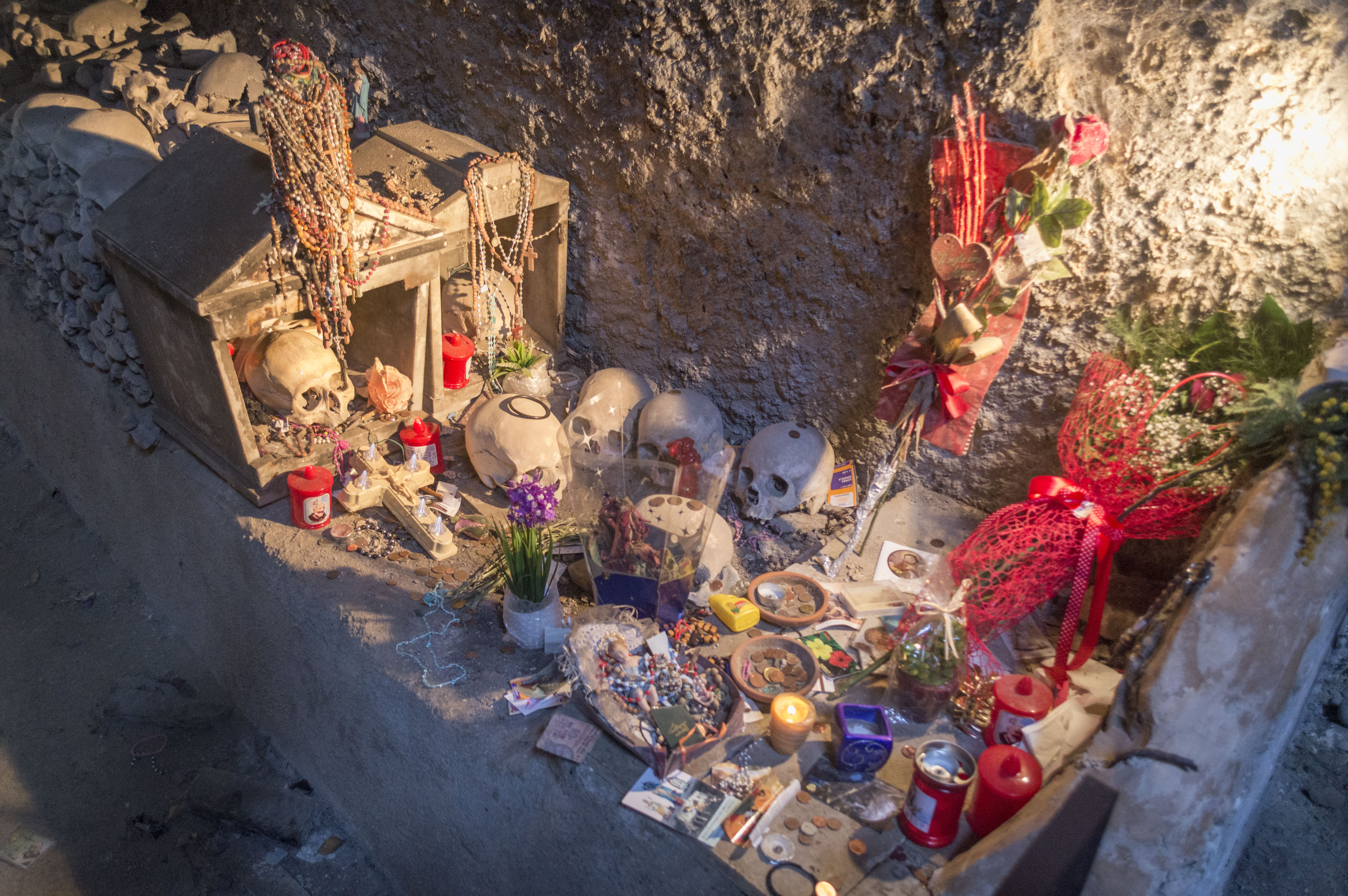
Crâne de Concetta
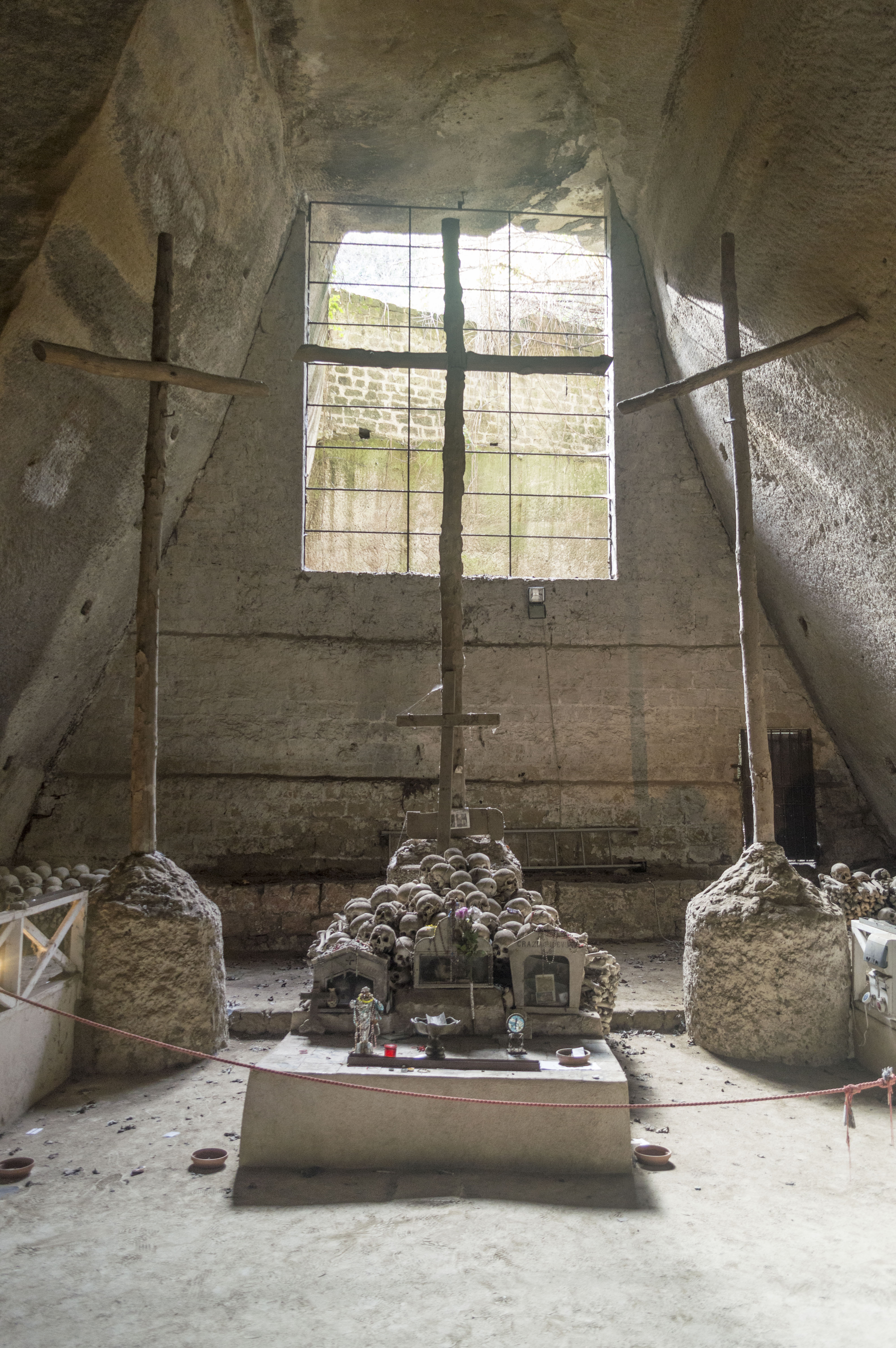
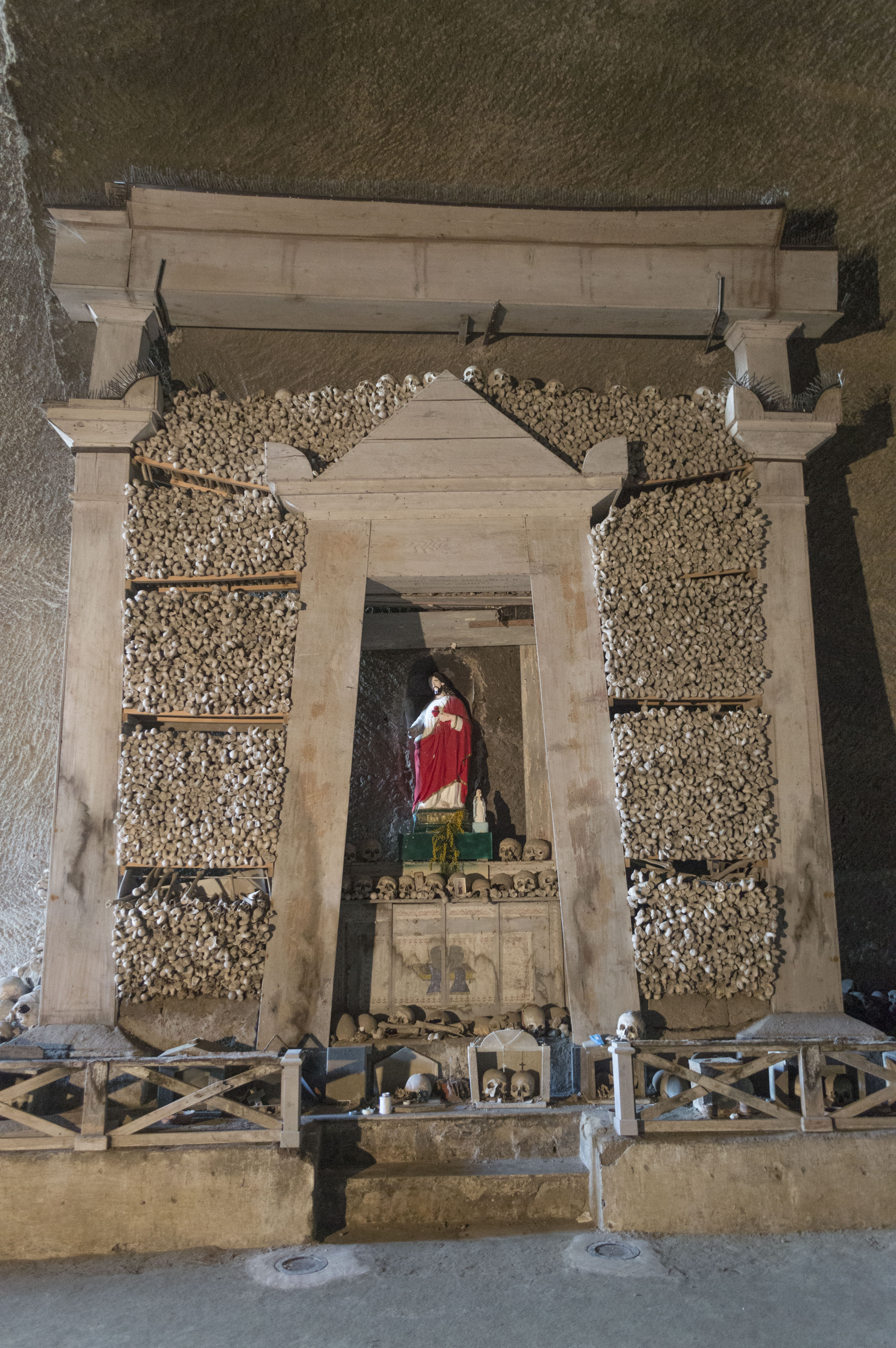
Autel
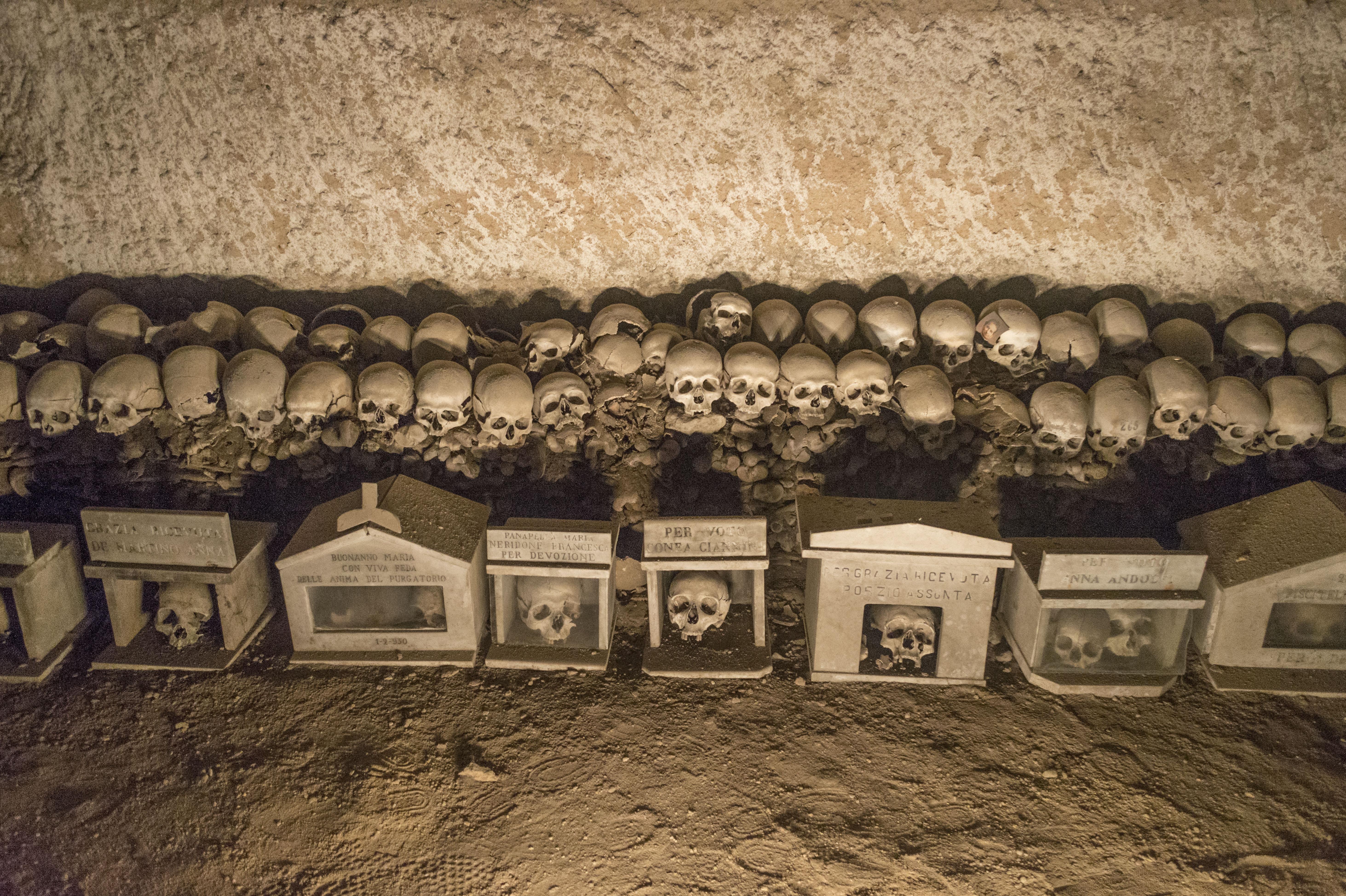
Crânes empilés et dans des boîtes
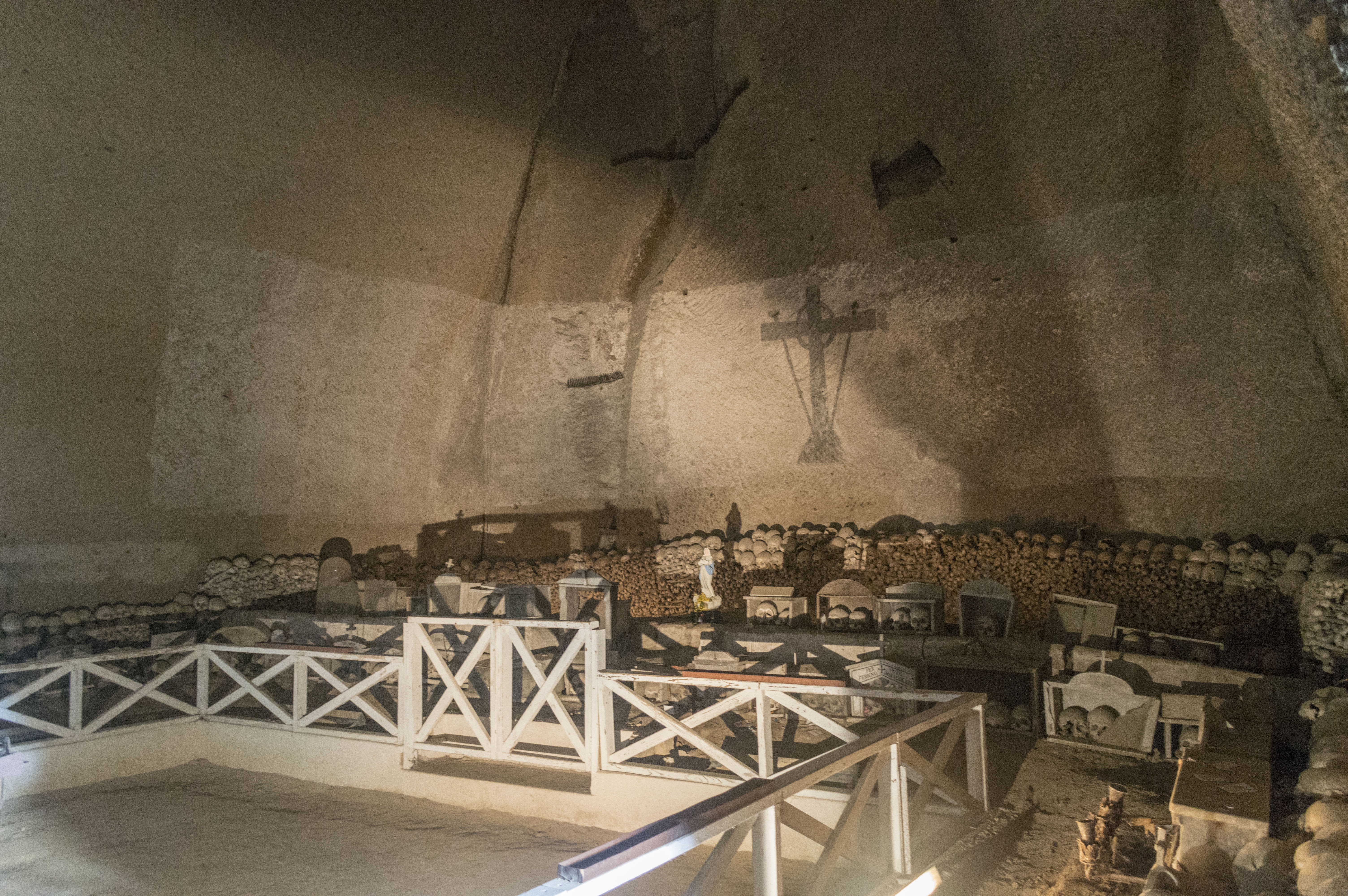